# Rhynchobelba ornithorhyncha
Rhynchobelba ornithorhyncha är en kvalsterart som först beskrevs av Rainer Willmann 1953.  Rhynchobelba ornithorhyncha ingår i släktet Rhynchobelba och familjen Suctobelbidae. Inga underarter finns listade i Catalogue of Life.